# Kenyai shilling
A kenyai shilling Kenya hivatalos pénzneme. A kenyai shilling a kelet-afrikai shillinget váltotta fel Kenyában 1966-ban.

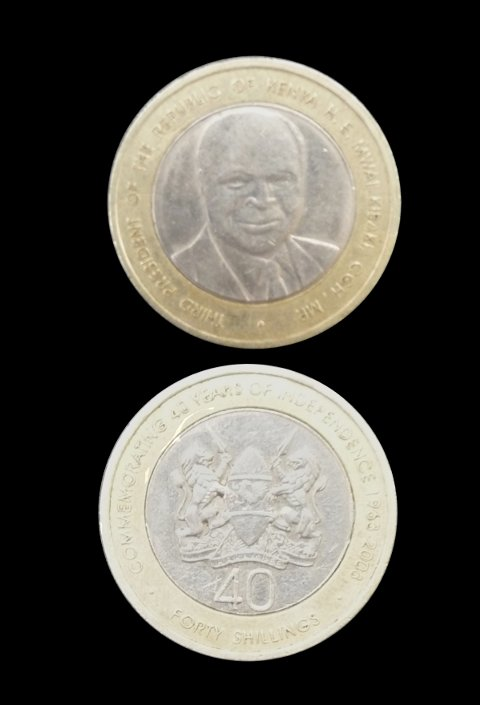
40 shilling

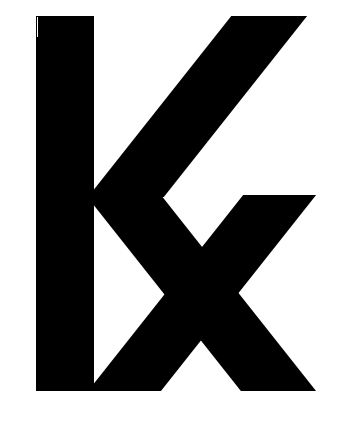
a kenyai shilling szimbóluma

2003-ban 40 shillinges érmét bocsátottak ki Kibaki elnök arcképével. Az érmét a függetlenség 40. évfordulója alkalmából adták ki.

## Érmék
| Névérték    | Műszaki paraméterek | Műszaki paraméterek | Műszaki paraméterek | Műszaki paraméterek                      | Leírás | Leírás        | Leírás       |
| Névérték    | Átmérő              | Vastagság           | Tömeg               | Összetétel                               | Perem  | Előlap        | Hátlap       |
| ----------- | ------------------- | ------------------- | ------------------- | ---------------------------------------- | ------ | ------------- | ------------ |
| 50 cent     | 21,9 mm             | 1,9 mm              | 4,5 g               | nikkelezett acél                         | recés  | Jomo Kenyatta | Kenya címere |
| 1 shilling  | 23,9 mm             | 1,9 mm              | 5,5 g               | nikkelezett acél                         | recés  | Jomo Kenyatta | Kenya címere |
| 5 shilling  | 19,5 mm             | 1,85 mm             | 3,75 g              | mag: alumínium-bronz, gyűrű: kuprónikkel | recés  | Jomo Kenyatta | Kenya címere |
| 10 shilling | 23 mm               | 1,75 mm             | 5 g                 | gyűrű: alumínium-bronz, mag: kuprónikkel | recés  | Jomo Kenyatta | Kenya címere |
| 20 shilling | 26 mm               | 2,4 mm              | 9 g                 | mag: alumínium-bronz, gyűrű: kuprónikkel | recés  | Jomo Kenyatta | Kenya címere |

## Bankjegyek

### 2004-es sorozat
| Névérték      | Méret          | Szín          | Leírás        | Leírás                                  | Dátumok   | Dátumok    | Dátumok              |
| Névérték      | Méret          | Szín          | Előoldal      | Hátoldal                                | nyomtatás | kibocsátás | visszavonás          |
| ------------- | -------------- | ------------- | ------------- | --------------------------------------- | --------- | ---------- | -------------------- |
| 50 shilling   | 138 mm x 72 mm | barna         | Jomo Kenyatta | nomádok tevékkel                        | 2004      | 2004       | 2019. szeptember 30. |
| 100 shilling  | 141 mm x 74 mm | lila          | Jomo Kenyatta | Kenyatta Nemzetközi Konferencia Központ | 2004      | 2004       | 2019. szeptember 30. |
| 200 shilling  | 144 mm x 76 mm | barna és zöld | Jomo Kenyatta | gyapotszedés                            | 2004      | 2004       | 2019. szeptember 30. |
| 500 shilling  | 147 mm x 78 mm | vörös és zöld | Jomo Kenyatta | Népgyűlés épülete                       | 2004      | 2004       | 2019. szeptember 30. |
| 1000 shilling | 150 mm x 80 mm | barna         | Jomo Kenyatta | elefántok                               | 2004      | 2004       | 2019. szeptember 30. |

### 2019-es sorozat
2019-ben új bankjegysorozatot bocsátanak ki. Az új bankjegycsaládot azonban már a kibocsátáskor a bűnszervezetek hamisítani kezdték.
| Kép      | Kép      | Névérték      | Méret | Szín | Témakör                  | Leírás                                 | Leírás   | Dátumok   | Dátumok         | Dátumok     |
| Előoldal | Hátoldal | Névérték      | Méret | Szín | Témakör                  | Előoldal                               | Hátoldal | nyomtatás | kibocsátás      | visszavonás |
| -------- | -------- | ------------- | ----- | ---- | ------------------------ | -------------------------------------- | -------- | --------- | --------------- | ----------- |
|          |          | 50 shilling   | ?     |      | zöld energia             | Kenyatta Nemzetközi Konferenciaközpont |          | 2019      | 2019. május 31. | forgalomban |
|          |          | 100 shilling  | ?     |      | mezőgazdaság             | Kenyatta Nemzetközi Konferenciaközpont |          | 2019      | 2019. május 31. | forgalomban |
|          |          | 200 shilling  | ?     |      | szociális szolgáltatások | Kenyatta Nemzetközi Konferenciaközpont |          | 2019      | 2019. május 31. | forgalomban |
|          |          | 500 shilling  | ?     |      | turizmus                 | Kenyatta Nemzetközi Konferenciaközpont |          | 2019      | 2019. május 31. | forgalomban |
|          |          | 1000 shilling | ?     |      | elnökség                 | Kenyatta Nemzetközi Konferenciaközpont |          | 2019      | 2019. május 31. | forgalomban |